# Дем'яненко Олександр Сергійович
Олекса́ндр Сергійо́вич Дем'я́ненко (30 травня 1937, Свердловськ, Російська РФСР — 22 серпня 1999, Санкт-Петербург, Росія) — російський радянський актор українського походження, один з найпопулярніших російських кіноакторів, народний артист РРФСР.
Став відомим завдяки насамперед амплуа студента-технаря Шурика в циклі короткометражних фільмів Операція «И», кінокомедіях Леоніда Гайдая «Кавказька полонянка» та «Іван Васильович змінює професію».

## Життєпис
Народився 30 травня 1937 року.
Приїхав вчитися на актора зі Свердловська. Закінчивши ГІТІС декілька місяців грав на сцені театру імені Маяковського, а потім полишив столицю і переїхав до Ленінграда, де жив і працював до кінця життя. Однак з театром йому не поталанило — він більше виступав в антрепризах. Попри це, з 1984 до останніх днів життя був артистом петербурзького Театру комедії імені Н. П. Акімова, де зіграв декілька яскравих ролей. Останні роботи на сцені — спектакль «Дон Педро» (реж. Т. Казакова) грав на сцені театру разом з Михайлом Свєтіним, а також робота в «Притулку комедіантів».
Знімався у кіно з 1958 р. Перша ж робота Дем'яненка в кіно — роль Міті в кінофільмі «Вітер» — привернула увагу і глядачів, і кінематографістів. Було народжено новий тип героя — скромного інтелігентного юнака, який здійснює подвиг.
Після комедії «Операція „И“ та інші пригоди Шурика» Олександр Дем'яненко став актором комедійним. Але незабаром вдало знайдений образ обернувся трагедією — режисери перестали пропонувати йому серйозні ролі, оскільки панувала думка, що він суто комедійний актор. Виручило телебачення, де Дем'яненко з'являвся в досить несподіваних образах і навіть грав моноспектаклі.
Також Олександр Дем'яненко був одним з головних акторів дубляжу — його голосом розмовляв у «Мертвому сезоні» радянський розвідник Ладєйніков (Донатас Баніоніс), іноземні актори: Жан-Поль Бельмондо, Роберт Де Ніро, Вітторіо Гасман та багато інших.
Хворів на алкоголізм[джерело?].
1991 року йому було надано звання народного артиста РРФСР.
Помер 22 серпня 1999 року.

## Фільмографія
- «Вітер» (1959)
- «Дорослі діти»
- «Мир тому, хто входить» (1961)
- «Кар'єра Діми Горіна» (1961)
- «Все починається з дороги»
- «Порожній рейс» (1962)
- «Каїн XVIII» (1963)
- «Державний злочинець» (1964)
- «Операція «И» та інші пригоди Шурика»
- «Не забудь... станція Лугова» (1966)
- «Кавказька полонянка, або нові пригоди Шурика»
- «Завтра, третього квітня...» (1969)
- «Рокіровка в довший бік» (1969)
- «Неймовірний Ієгудіїл Хламіда» (1969)
- «Мій добрий тато» (1970)
- «Драма зі старовинного життя» (1971)
- «Знайди мене, Льоню!» (1971)
- «Здрастуй і прощай» (1972)
- «Учитель співу» (1972)
- «Іван Васильович змінює професію» (1973)
- «Єдина...» (1975)
- «Одинадцять надій» (1975)
- «Журавель в небі...» (1977)
- «Усе вирішує мить» (1978)
- «Соловей» (1979)
- «Дружина пішла» (1981)
- «Дівчина і Гранд» (1981)
- «Зниклі серед живих» (1981)
- «Сніг на зеленому полі» (1981)
- «Подорож в Кавказькі гори» (1981)
- «Милий, любий, коханий, єдиний...» (1984)
- «Білі одежі» (1992)

та інших.

### Грав в українських фільмах
- «Катя-Катюша» (1960, Микола),
- «Мовчать лише статуї» (1962, Іваночкін),
- «Перший тролейбус» (1964, Сергій),
- «По вулицях комод водили» (1979, Мишко),
- «Зелений фургон» (1983, Шестаков)
- «Казки старого чарівника» (1984, 2 а)
- «На вістрі меча» (1986, Дорошенко),
- «Світла особистість» (1988),
- «Каталажка» (1990)
- «І чорт з нами» (1991) та ін.